# Grand Prix Formule 1 van het 70-jarig Jubileum
De Grand Prix van het 70-jarig Jubileum werd verreden op 9 augustus 2020 op het circuit van Silverstone. Deze race werd eenmalig gehouden vanwege het feit dat 70 jaar geleden de eerste Formule 1-race plaatsvond, en mede doordat veel races geschrapt werden vanwege de coronapandemie. Er was vanwege de pandemie geen publiek aanwezig op de tribunes.
Sergio Pérez was wegens ziekte (COVID-19) verhinderd om deel te nemen, als vervanger werd wederom Nico Hülkenberg aangewezen.

## Vrije trainingen

### Uitslagen
- Enkel de top vijf wordt weergegeven.

| Vrije training 1 | Pos. | Nr. | Coureur          | Constructeur              | Tijd     |
| ---------------- | ---- | --- | ---------------- | ------------------------- | -------- |
| Vrije training 1 | 1    | 77  | Valtteri Bottas  | Mercedes                  | 1:26.166 |
| Vrije training 1 | 2    | 44  | Lewis Hamilton   | Mercedes                  | 1:26.304 |
| Vrije training 1 | 3    | 33  | Max Verstappen   | Red Bull-Honda            | 1:26.893 |
| Vrije training 1 | 4    | 27  | Nico Hülkenberg  | Racing Point-BWT Mercedes | 1:26.942 |
| Vrije training 1 | 5    | 16  | Charles Leclerc  | Ferrari                   | 1:27.062 |
| Vrije training 2 | Pos. | Nr. | Coureur          | Constructeur              | Tijd     |
| Vrije training 2 | 1    | 44  | Lewis Hamilton   | Mercedes                  | 1:25.606 |
| Vrije training 2 | 2    | 77  | Valtteri Bottas  | Mercedes                  | 1:25.782 |
| Vrije training 2 | 3    | 3   | Daniel Ricciardo | Renault                   | 1:26.421 |
| Vrije training 2 | 4    | 33  | Max Verstappen   | Red Bull-Honda            | 1:26.437 |
| Vrije training 2 | 5    | 18  | Lance Stroll     | Racing Point-BWT Mercedes | 1:26.501 |
| Vrije training 3 | Pos. | Nr. | Coureur          | Constructeur              | Tijd     |
| Vrije training 3 | 1    | 44  | Lewis Hamilton   | Mercedes                  | 1:26.621 |
| Vrije training 3 | 2    | 77  | Valtteri Bottas  | Mercedes                  | 1:26.784 |
| Vrije training 3 | 3    | 4   | Lando Norris     | McLaren-Renault           | 1:27.202 |
| Vrije training 3 | 4    | 27  | Nico Hülkenberg  | Racing Point-BWT Mercedes | 1:27.256 |
| Vrije training 3 | 5    | 18  | Lance Stroll     | Racing Point-BWT Mercedes | 1:27.263 |

Testcoureur in vrije training 1: 
 Robert Kubica (Alfa Romeo-Ferrari) reed in plaats van Antonio Giovinazzi.

## Kwalificatie
| Pos.                   | Nr. | Coureur            | Constructeur              | Kwalificatietijden | Kwalificatietijden | Kwalificatietijden | Grid |
| Pos.                   | Nr. | Coureur            | Constructeur              | Q1                 | Q2                 | Q3                 | Grid |
| ---------------------- | --- | ------------------ | ------------------------- | ------------------ | ------------------ | ------------------ | ---- |
| 1                      | 77  | Valtteri Bottas    | Mercedes                  | 1:26.738           | 1:25.785           | 1:25.154           | 1    |
| 2                      | 44  | Lewis Hamilton     | Mercedes                  | 1:26.818           | 1:26.266           | 1:25.217           | 2    |
| 3                      | 27  | Nico Hülkenberg    | Racing Point-BWT Mercedes | 1:27.279           | 1:26.261           | 1:26.082           | 3    |
| 4                      | 33  | Max Verstappen     | Red Bull-Honda            | 1:27.154           | 1:26.779           | 1:26.176           | 4    |
| 5                      | 3   | Daniel Ricciardo   | Renault                   | 1:27.442           | 1:26.636           | 1:26.297           | 5    |
| 6                      | 18  | Lance Stroll       | Racing Point-BWT Mercedes | 1:27.187           | 1:26.674           | 1:26.428           | 6    |
| 7                      | 10  | Pierre Gasly       | AlphaTauri-Honda          | 1:27.154           | 1:26.523           | 1:26.534           | 7    |
| 8                      | 16  | Charles Leclerc    | Ferrari                   | 1:27.427           | 1:26.709           | 1:26.614           | 8    |
| 9                      | 23  | Alexander Albon    | Red Bull-Honda            | 1:27.153           | 1:26.642           | 1:26.669           | 9    |
| 10                     | 4   | Lando Norris       | McLaren-Renault           | 1:27.217           | 1:26.885           | 1:26.778           | 10   |
| 11                     | 31  | Esteban Ocon       | Renault                   | 1:27.278           | 1:27.011           |                    | 14 * |
| 12                     | 5   | Sebastian Vettel   | Ferrari                   | 1:27.612           | 1:27.078           |                    | 11   |
| 13                     | 5   | Carlos Sainz jr.   | McLaren-Renault           | 1:27.450           | 1:27.083           |                    | 12   |
| 14                     | 8   | Romain Grosjean    | Haas-Ferrari              | 1:27.519           | 1:27.254           |                    | 13   |
| 15                     | 63  | George Russell     | Williams-Mercedes         | 1:27.757           | 1:27.455           |                    | 15   |
| 16                     | 26  | Daniil Kvjat       | AlphaTauri-Honda          | 1:27.882           |                    |                    | 16   |
| 17                     | 20  | Kevin Magnussen    | Haas-Ferrari              | 1:28.236           |                    |                    | 17   |
| 18                     | 6   | Nicholas Latifi    | Williams-Mercedes         | 1:28.430           |                    |                    | 18   |
| 19                     | 99  | Antonio Giovinazzi | Alfa Romeo-Ferrari        | 1:28.433           |                    |                    | 19   |
| 20                     | 7   | Kimi Räikkönen     | Alfa Romeo-Ferrari        | 1:28.493           |                    |                    | 20   |
| Q1 107% tijd: 1:32.809 |     |                    |                           |                    |                    |                    |      |

* Gridstraf van drie plaatsen en strafpunt voor Esteban Ocon voor het hinderen van George Russell.

## Wedstrijd
Max Verstappen behaalde de negende Grand Prix-overwinning in zijn carrière.
| Pos.  | Nr. | Coureur            | Constructeur              | Rondes | Tijd / Oorzaak uitval | Grid | Punten |
| ----- | --- | ------------------ | ------------------------- | ------ | --------------------- | ---- | ------ |
| 1     | 33  | Max Verstappen     | Red Bull-Honda            | 52     | 1:19:41.993           | 4    | 25     |
| 2     | 44  | Lewis Hamilton     | Mercedes                  | 52     | +11.326               | 2    | 19S    |
| 3     | 77  | Valtteri Bottas    | Mercedes                  | 52     | +19.231               | 1    | 15     |
| 4     | 16  | Charles Leclerc    | Ferrari                   | 52     | +29.289               | 8    | 12     |
| 5     | 23  | Alexander Albon    | Red Bull-Honda            | 52     | +39.146               | 9    | 10     |
| 6     | 18  | Lance Stroll       | Racing Point-BWT Mercedes | 52     | +42.538               | 6    | 8      |
| 7     | 27  | Nico Hülkenberg    | Racing Point-BWT Mercedes | 52     | +55.951               | 3    | 6      |
| 8     | 31  | Esteban Ocon       | Renault                   | 52     | +1:04.773             | 14   | 4      |
| 9     | 4   | Lando Norris       | McLaren-Renault           | 52     | +1:05.544             | 10   | 2      |
| 10    | 26  | Daniil Kvjat       | AlphaTauri-Honda          | 52     | +1:09.669             | 16   | 1      |
| 11    | 10  | Pierre Gasly       | AlphaTauri-Honda          | 52     | +1:10.642             | 7    |        |
| 12    | 5   | Sebastian Vettel   | Ferrari                   | 52     | +1:13.370             | 11   |        |
| 13    | 55  | Carlos Sainz jr.   | McLaren-Renault           | 52     | +1:14.070             | 12   |        |
| 14    | 3   | Daniel Ricciardo   | Renault                   | 51     | +1 ronde              | 5    |        |
| 15    | 7   | Kimi Räikkönen     | Alfa Romeo-Ferrari        | 51     | +1 ronde              | 20   |        |
| 16    | 8   | Romain Grosjean    | Haas-Ferrari              | 51     | +1 ronde              | 13   |        |
| 17    | 99  | Antonio Giovinazzi | Alfa Romeo-Ferrari        | 51     | +1 ronde              | 19   |        |
| 18    | 63  | George Russell     | Williams-Mercedes         | 51     | +1 ronde              | 15   |        |
| 19    | 6   | Nicholas Latifi    | Williams-Mercedes         | 51     | +1 ronde              | 18   |        |
| DNF   | 20  | Kevin Magnussen    | Haas-Ferrari              | 43     | Vibraties             | 17   |        |
| Bron: |     |                    |                           |        |                       |      |        |

S Lewis Hamilton behaalde een extra punt voor het rijden van de snelste ronde.

## Tussenstanden wereldkampioenschap
Betreft tussenstanden voor het wereldkampioenschap na afloop van de race.

### Coureurs
| Pos. | Nr. | Coureur          | Constructeur              | Punten |
| ---- | --- | ---------------- | ------------------------- | ------ |
| 1    | 44  | Lewis Hamilton   | Mercedes                  | 107    |
| 2    | 33  | Max Verstappen   | Red Bull-Honda            | 77     |
| 3    | 77  | Valtteri Bottas  | Mercedes                  | 73     |
| 4    | 16  | Charles Leclerc  | Ferrari                   | 45     |
| 5    | 4   | Lando Norris     | McLaren-Renault           | 38     |
| 6    | 23  | Alexander Albon  | Red Bull-Honda            | 36     |
| 7    | 18  | Lance Stroll     | Racing Point-BWT Mercedes | 28     |
| 8    | 11  | Sergio Pérez     | Racing Point-BWT Mercedes | 22     |
| 9    | 3   | Daniel Ricciardo | Renault                   | 20     |
| 10   | 31  | Esteban Ocon     | Renault                   | 16     |

### Constructeurs
| Pos. | Constructeur              | Punten  |
| ---- | ------------------------- | ------- |
| 1    | Mercedes                  | 180     |
| 2    | Red Bull-Honda            | 113     |
| 3    | Ferrari                   | 55      |
| 4    | McLaren-Renault           | 53      |
| 5    | Racing Point-BWT Mercedes | 41 (56) |
| 6    | Renault                   | 36      |
| 7    | AlphaTauri-Honda          | 14      |
| 8    | Alfa Romeo-Ferrari        | 2       |
| 9    | Haas-Ferrari              | 1       |
| 10   | Williams-Mercedes         | 0       |